# Pseudobombax argentinum
Pseudobombax argentinum là một loài thực vật có hoa trong họ Cẩm quỳ. Loài này được (R.E. Fr.) A. Robyns miêu tả khoa học đầu tiên năm 1963.